# Le Gaulois
Le Gaulois là loại súng ngắn nhỏ gọn do công ty Manufacture Française d’Armes de Saint-Étienne tại Pháp phát triển và sản xuất. Súng được sản xuất trong khoảng 1893-1914 và ngừng sản xuất khi chiến tranh thế giới thứ nhất nổ ra để tập trung sản xuất vũ khí phục vụ chiến tranh. Loại này được thiết kế nhỏ gọn dễ cất dấu và ngụy trang để dùng cho việc tự vệ trong tầm ngắn với độ bất ngờ cao.
Ban đầu hãng sản xuất đặt cho nó cái tên rất kêu là Le Mitrailleuse nhưng lại dễ gây hiểu lầm vì nó có nghĩa là súng máy không giống với chức năng của loại súng này nên sau một hoặc hai năm sản xuất thì nó chuyển tên thành Le Gaulois.

## Thiết kế
Để bắn người sử dụng chỉ việc bóp mạnh súng, phần phía sau súng đóng vai trò như bộ phận nạp đạn và cò súng, khi bóp nó sẽ đẩy đạn vào nòng súng và tiếp đến một khoảng súng sẽ bắn. Khi thả tay ra vỏ đạn cũ sẽ bị đẩy ra ngoài qua khe nhả vỏ đạn phía trên và viên đạn mới sẽ được đưa vào vị trí chuẩn bị nạp cho lần bắn tiếp theo. Khe nhả vỏ đạn có một miếng che bụi có thể tự động mở ra khi bóp súng.
Le Gaulois có thể chứa được 5 viên trong thân súng, phía bên tay phải có các lỗ để kiểm tra số lượng đạn còn trong súng. Một loại đạn 8 mm đã được phát triển dành riêng cho chúng, loại đạn nhỏ gọn này chỉ có hiệu quả tốt ở khoảng cách gần dù vậy súng cũng có điểm ruồi để nhắm. Ở phía trái súng có cần khóa an toàn với ba chế độ là khóa an toàn, bắn và tháo ráp.
Loại súng này thường bán với vỏ hộp ngụy trang là một hộp xì gà bằng da màu nâu sẫm của Nga. Thay vì chứa xì gà thì hộp chứa súng cùng 10 viên đạn.